# Pachygrapsus fakaravensis
Pachygrapsus fakaravensis is een krabbensoort uit de familie van de Grapsidae. De wetenschappelijke naam van de soort is voor het eerst geldig gepubliceerd in 1907 door Mary Jane Rathbun. De soort werd in 1899  verzameld aan de atol Fakarava, een van de Îles Palliser, tijdens een expeditie naar de Stille Oceaan onder leiding van Alexander Agassiz.